# Allianz Field
O Allianz Field é um estádio específico para futebol em Saint Paul, Minnesota, casa do Minnesota United FC da Major League Soccer (MLS).
O estádio de 19.400 lugares foi projetado pela Populous e inaugurado em 13 de abril de 2019, durante a terceira temporada do clube na MLS. Ele está localizado perto da Interstate 94 e da Snelling Avenue, com conexões de trânsito fornecidas pela Linha Verde do Metrô.

## História
Em 23 de outubro de 2015, os proprietários do time anunciaram que o Minnesota United construiria um estádio de 35 acres (14 ha) em Saint Paul. O estádio, que acomodaria aproximadamente 19.400, foi concluído no início de 2019, e foi financiado por US$ 200 milhões de dólares.
Em 25 de novembro de 2015, o Minnesota United FC contratou a Populous, de Kansas City, para projetar o estádio. Em 9 de dezembro de 2015, a equipe contratou a Mortensen Construction como parte da construção do estádio junto com a Populous. Mortensen construiu o US Bank Stadium para os Minnesota Vikings em 2014–2016, e trabalhou com a Populous em três outras instalações esportivas das cidades gêmeas: Target Field, TCF Bank Stadium e Xcel Energy Center. A construção foi concluída em fevereiro de 2019 e o estádio foi inaugurado dois meses depois, em 13 de abril de 2019, com o Minnesota United FC recebendo o New York City FC.